# 77-я отдельная аэромобильная бригада (Украина)
77-я отдельная аэромобильная бригада (77 ОАэМБр) — военное соединение в составе Десантно-штурмовых войск Вооруженных сил Украины численностью в бригаду.
Бригада была сформирована после полномасштабного российского вторжения, конце 2022 года. Зимой вела бои за Соледар. В 2023 году за Бахмут.

## История
В октябре 2022 года ряд украинских СМИ написал о формировании бригады, получившей бронеавтомобили. «Казак», бронетранспортеры БТР-3Е, танки Т-80БВ и, согласно неподтвержденным сообщениям, МРАП M1224 MaxxPro.
26 ноября 2022 года Том Купер написал о завершении формирования бригады.
12 января 2023 года отмечена президентом Украины, вместе с 46-й бригадой, за удержание позиций в Соледаре и нанесение врагу «ощутимых потерь». 4 марта 2023 года снова отмечена президентом.

## Чествование памяти
В городе Кривой Рог улицу Стасова переименовали в улицу 77-й отдельной аэромобильной бригады.

## Примечание
1. ↑  Україна формує нову елітну десантну бригаду (укр.). https://visnyk.lutsk.ua/ (28 октября 2022). Дата обращения: 27 января 2024. Архивировано из оригинала 20 ноября 2022 года.
2. ↑  Західне ЗМІ натякнуло на місію, яка може чекати на десантників ЗСУ після підготовки у Британії | Defense Express (укр.). defence-ua.com. Дата обращения: 27 января 2024. Архивировано 21 февраля 2024 года.
3. ↑  Том Купер: ЗСУ в останні кілька тижнів сформували дві нових бригади (укр.). texty.org.ua (28 ноября 2022). Дата обращения: 27 января 2024. Архивировано 6 октября 2023 года.
4. ↑  "Одна з найтяжчих битв": Зеленський - про ситуацію на Донбасі (укр.). ТСН.ua (5 марта 2023). Дата обращения: 27 января 2024. Архивировано 26 апреля 2023 года.
5. ↑  Источник (укр.), 1 февраля 2024, Архивировано 7 июня 2024, Дата обращения: 18 июня 2024